# Rhizochaete filamentosa
Rhizochaete filamentosa är en svampart som först beskrevs av Berk. & M.A. Curtis, och fick sitt nu gällande namn av Gresl., Nakasone & Rajchenb. 2004. Rhizochaete filamentosa ingår i släktet Rhizochaete och familjen Phanerochaetaceae.   Inga underarter finns listade i Catalogue of Life.